# Schutzhütte

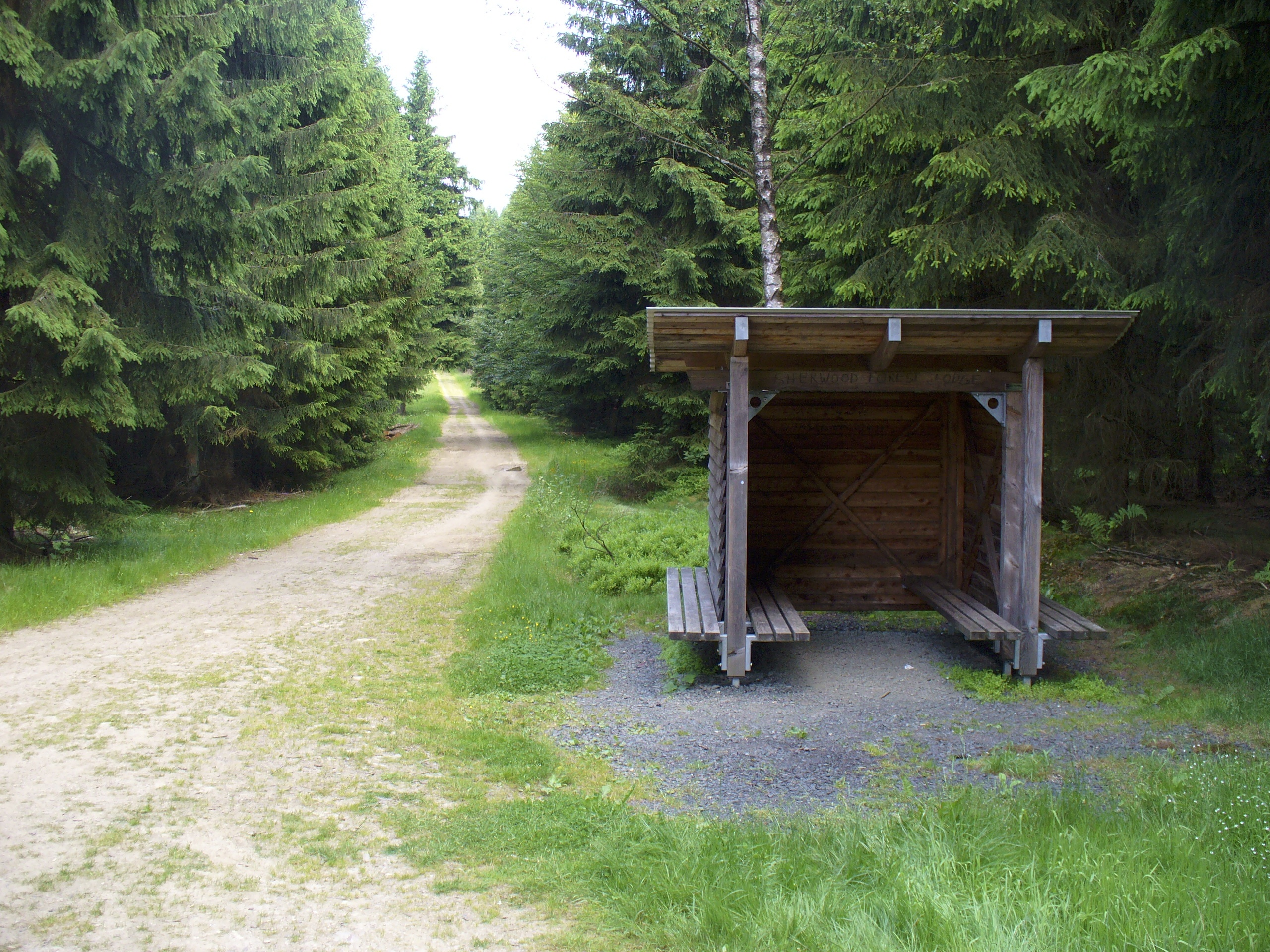
Schutzhütte im Wald bei Hainchen am Siegerland-Höhenring

Eine Schutzhütte (Berghütte, Schutzhaus, in der Schweiz und in Tirol auch Hospiz) dient in unbebautem Gebiet dem Schutz vor Unwetter und starkem Schneefall. Schutzhütten können bewirtschaftet oder unbewirtschaftet sein. Manche Schutzhütten bieten keine Übernachtungsmöglichkeit, viele jedoch einen Winterraum für die unbewirtschaftete Saison.
Im Gegensatz zur Schutzhütte steht das Berggasthaus, auch Berggasthof oder schweizerisch Berghaus, welches in gleicher Lage wie eine Schutzhütte weniger dem reinen Schutz, sondern insbesondere der Bewirtung und der komfortablen Übernachtung dient. Dazu gehören auch volle Getränkekonzessionen.
Die mit noch höherem Standard ausgestatteten Bewirtungsbetriebe nennen sich dann Berghotel, sie sind somit Hotels und keine Schutzhütten oder Gasthöfe.

## Geschichte

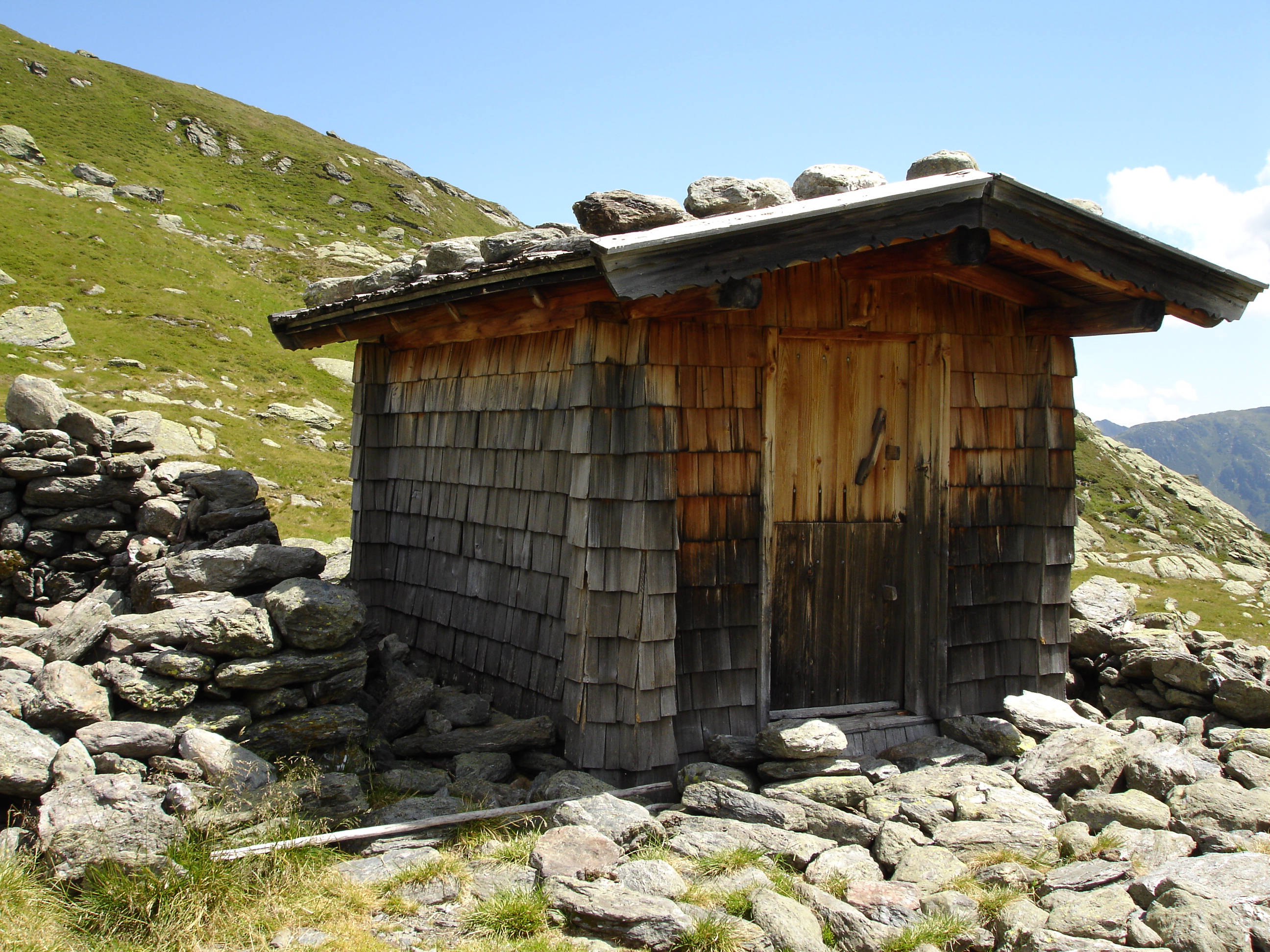
Unterstandshütte über der Baumgrenze (am Kröndlhorn, Kitzbüheler Alpen)

Die ersten Schutzhütten sind vermutlich entstanden, um arbeitenden und reisenden Menschen, die sich abseits bewohnter Gebiete befinden, einen Schutz vor Unwettern zu bieten. Das waren zum Beispiel Schafhirten, Forstarbeiter, Bergwerksknappen, Säumer oder Landvermesser. Schutzhütten für Hirten, die mit ihrer Herde unterwegs sind, gibt es vermutlich schon, seit der Mensch Tierherden hält. Typische Schutzhütten für diesen Zweck, die auch heute noch in Betrieb sind, stellen Almhütten, Forsthäuser, Jagdhütten oder auch Bergrettungsstationen dar.

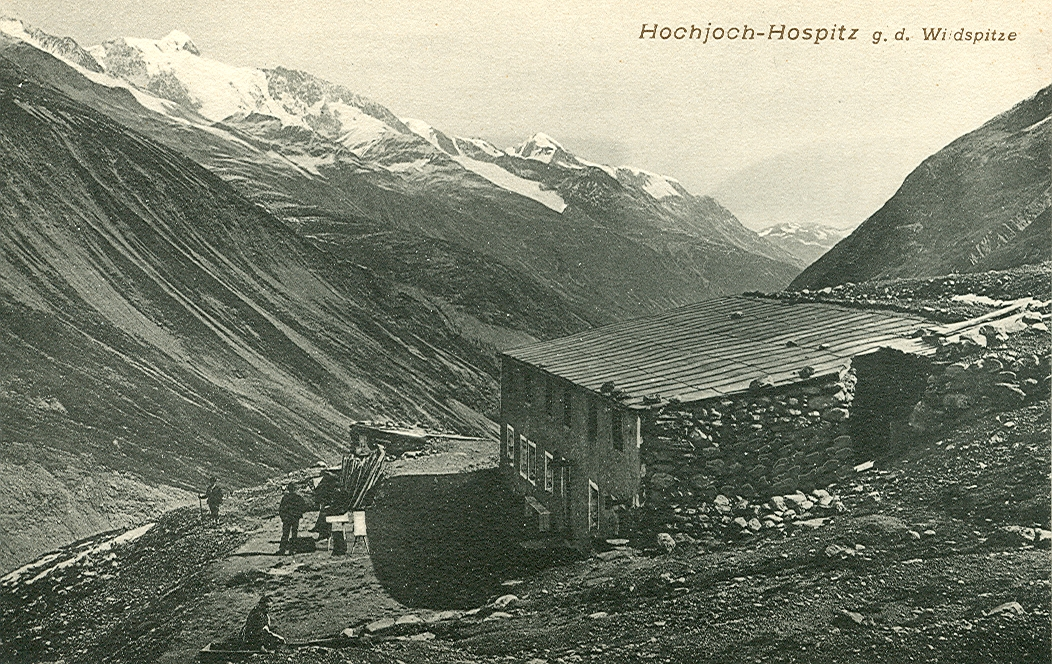
Altes Hochjoch-Hospiz, Ötztaler Alpen, um 1900

Seit der Zeit der römischen Alpenübergänge (Römerstraßen), dann aber wieder in der zunehmenden Reisetätigkeit und dem Fernhandel des Hochmittelalters, aber auch als Pilgerherberge am Weg nach Rom aus dem Kernland des Heiligen Römischen Reichs kamen Stationen an den wichtigsten Pässen auf. Sie wurden auch als Hospital für von Lawinen und Steinschlag Verunglückte benutzt. Sie werden als hospitales bezeichnet, als mittelalterliche Rechtsform einer Einrichtung mit Seelsorge und Friedhof (siehe Hospital), und wurden vor allem von Mönchen und christlichen Institutionen unterhalten. Von diesem Namen leiten sich ferner nicht nur die schweizerischen und tirolerischen Hospize auf oder in der Nähe von Passhöhen ab, sondern auch bis heute existierende Orte im Alpenraum wie z. B. Spital am Pyhrn, Spital am Semmering und Spittal an der Drau. Nicht zuletzt stehen solche Hospize auch am Anfang der Entwicklung des gesamten Krankenhauswesens sowie von Altenheimen, Pflegeheimen und Hospizen. Das berühmteste ist das Hospiz auf dem Grossen St. Bernhard.
Mit der fortschreitenden Erschließung der Alpen für wirtschaftliche Zwecke wurden immer häufiger Stützpunkte für verschiedene Berufsgruppen errichtet. So ist zum Beispiel bekannt, dass im Jahr 1822 am steirischen Grimming nicht nur ein Vermessungszeichen, sondern auch eine Steinhütte als Unterstand errichtet wurde.

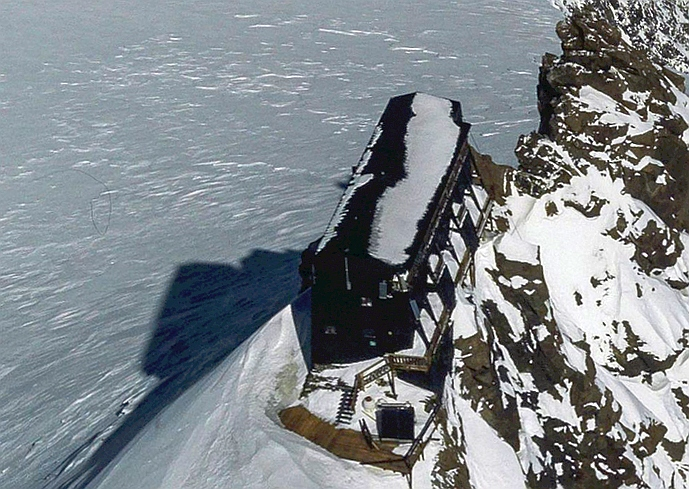
Capanna Regina Margherita auf dem Gipfel der Signalkuppe (4.554 m), die höchstgelegene Schutzhütte der Alpen und das höchstgelegene Gebäude Europas, 1995

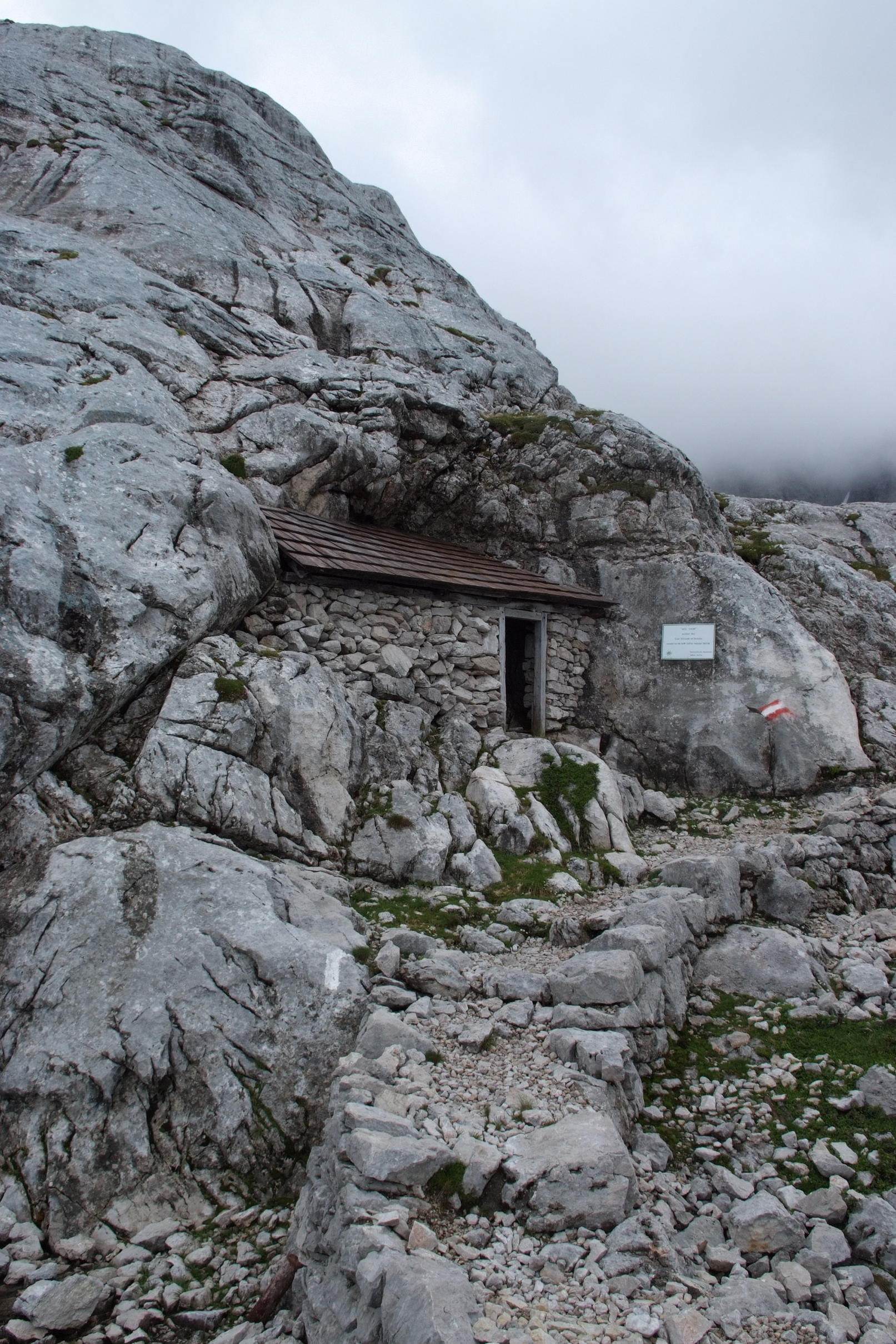
Das „Hotel Simony“, errichtet 1843

Die Erschließung und (Erst-)Besteigung der großen Gipfel brauchte einen Stützpunkt. Der britische Alpinist Charles Blair erbaute bereits 1770 am Montenvers oberhalb von Chamonix ein selbsternanntes „Hôtel“. Auf der Montagne de la Côte wurden ab 1785 zur Besteigung des Mont Blanc gleich mehrere Hütten errichtet. Friedrich Simony bestieg 1842 erstmals den Hohen Dachstein, wofür er in einer Septembernacht ohne Schutz am Berg blieb. Im Folgejahr kam er zu einer botanischen und alpinistischen Erkundung wieder ins Gebiet. Dafür baute er mit einfachsten Mitteln einen simplen Unterstand, den er ironisch „Hotel Simony“ nannte und der bis heute erhalten ist, seit 1877 nur fünf Gehminuten von der Simonyhütte.
Am Großglockner ließ Fürstbischof Franz II. Xaver von Salm-Reifferscheidt 1799 die erste Salmhütte errichten, als er dessen Erstbesteigung förderte. Sie war der bis dahin aufwändigste Bau in den Hochalpen und wies mehrere Räume, Türen und einen separaten Bau für die Küche auf. Allerdings verfiel sie unmittelbar nach der erfolgreichen Besteigung, an einen weiteren Betrieb hatte niemand gedacht und Mittel standen auch nicht zur Verfügung.
Erneut war es Friedrich Simony, der dies am Großvenediger änderte. Bei der Besteigung 1856 übernachtete er noch in einem Stall auf der Ochsenalm, was ihn anschließend zum Bau einer ersten dauerhaften Berghütte veranlasste, der Johannishütte. In den 1860er Jahren entstanden die ersten alpinen Vereine, um den Bau und den Unterhalt von Wegenetz und Hütten zu organisieren. Für die Alpenvereinshütten wurde die Stüdlhütte von 1868 auf der Südseite des Großglockners zum Prototyp: Hier waren ein Pritschenlager, ein freistehender Ofen und mehrere Bänke kombiniert.
Dadurch sind im Laufe der Zeit bis in die zweite Hälfte des 20. Jahrhunderts etwa 1300 Schutzhütten in den Alpen entstanden, die heute einen wichtigen Wirtschaftsfaktor darstellen. So wie die Margheritahütte in den Walliser Alpen auf 4.554 m die höchstgelegene, ist das Rifugio Mario Premuda in Triest des italienischen Alpenvereins auf 82 m die niedrigstgelegene Schutzhütte der Alpen.

## Hütten der Gebirgsvereine

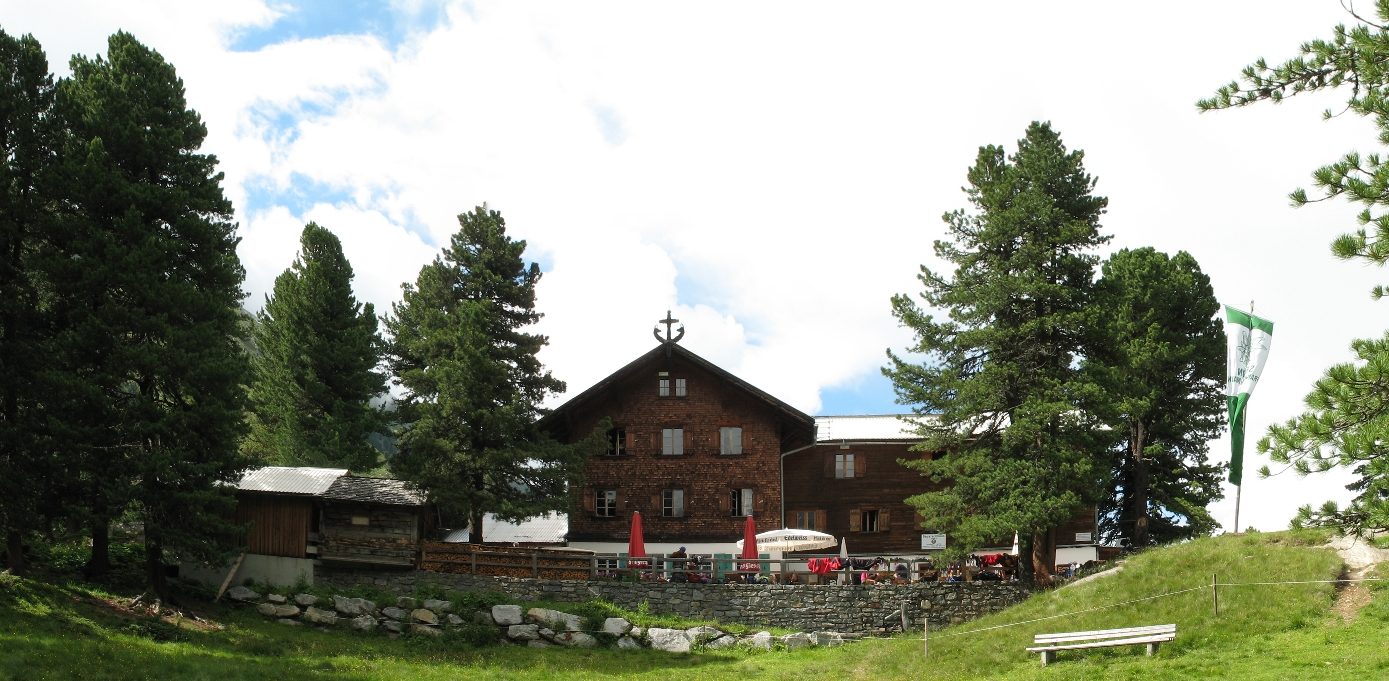
Gepatschhaus, Tirol, älteste Alpenvereinshütte in Österreich (heute DAV Frankfurt/M.)

### Alpen
Zahlreiche Schutzhütten gibt es in den Alpen, wo sie Wanderern, Bergsteigern und Skifahrern als Stützpunkte dienen. Diese Hütten werden häufig von alpinen Vereinen und durch angestellte Hüttenwarte betrieben, die auch die dazugehörenden Weganlagen betreuen. Daneben gibt es aber auch zahlreiche private Hütten.
In Tirol besitzt der Deutsche Alpenverein (DAV) 132 Hütten, der Österreichische Alpenverein (ÖAV) 37 (Stand November 2016).

### Andere Bergregionen

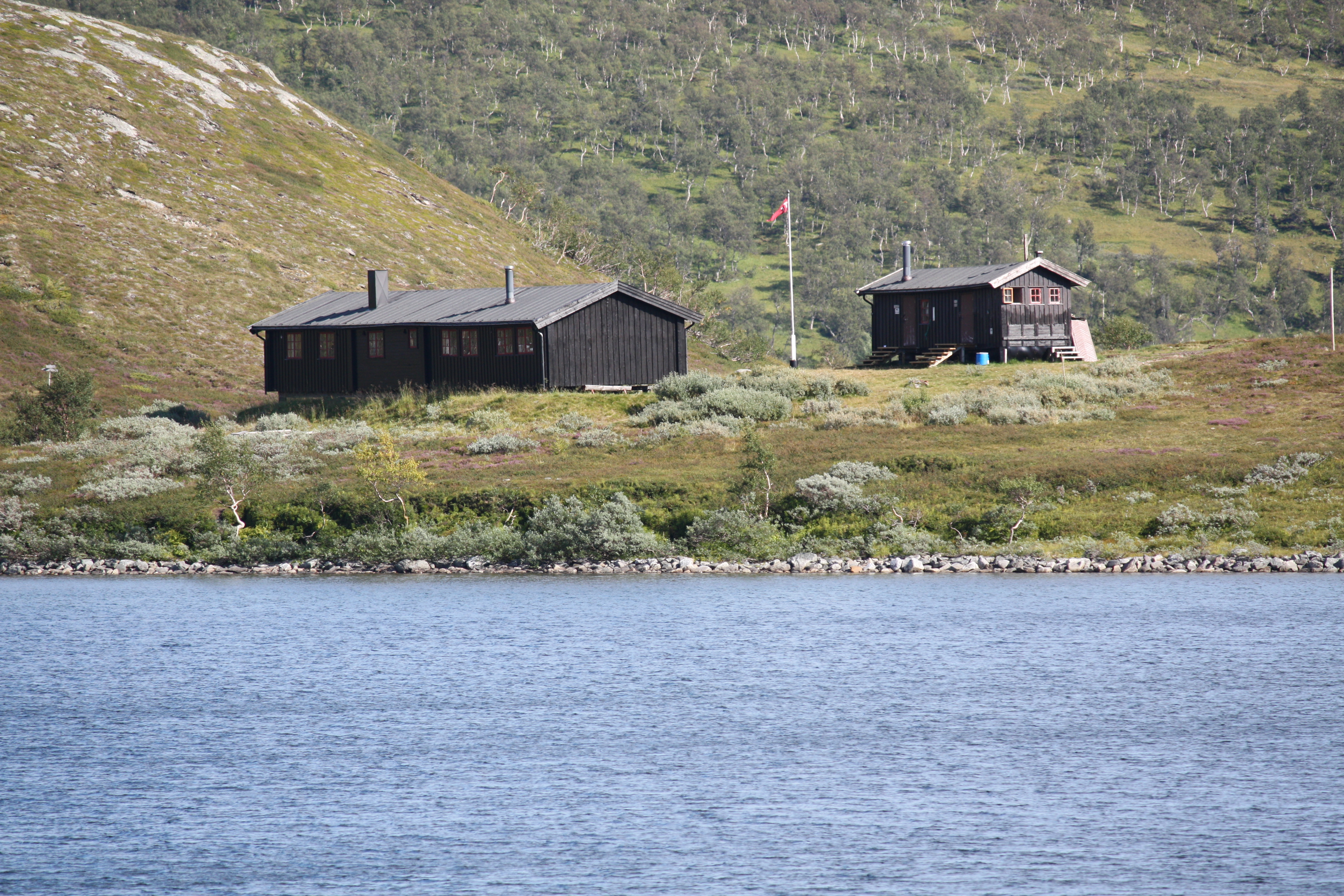
Ramsjøhytta (abgelegene Wanderhütte in Norwegen)

In anderen Gebirgen und Bergregionen der Welt sind Schutzhütten wesentlich weniger verbreitet als in den Alpen. Beispiele sind die Bergbauden des Riesengebirges, die Hütten des norwegischen DNT sowie die Lodges an den Trekkingrouten des Himalaya, der Anden oder der Rocky Mountains, in den Bergregionen Neuseelands oder Japans oder die Hütten für den Aufstieg auf den Kilimandscharo. Durch das zunehmende internationale Bergsteigen und -wandern entstehen touristische Schutzhütten in vielen weiteren Gebieten nach den alpinen Vorbildern.
In Neuseeland werden vom DoC und anderen Organisationen über tausend Wanderhütten meist hoher Qualität unterhalten.

## Versorgung und Umweltschutz

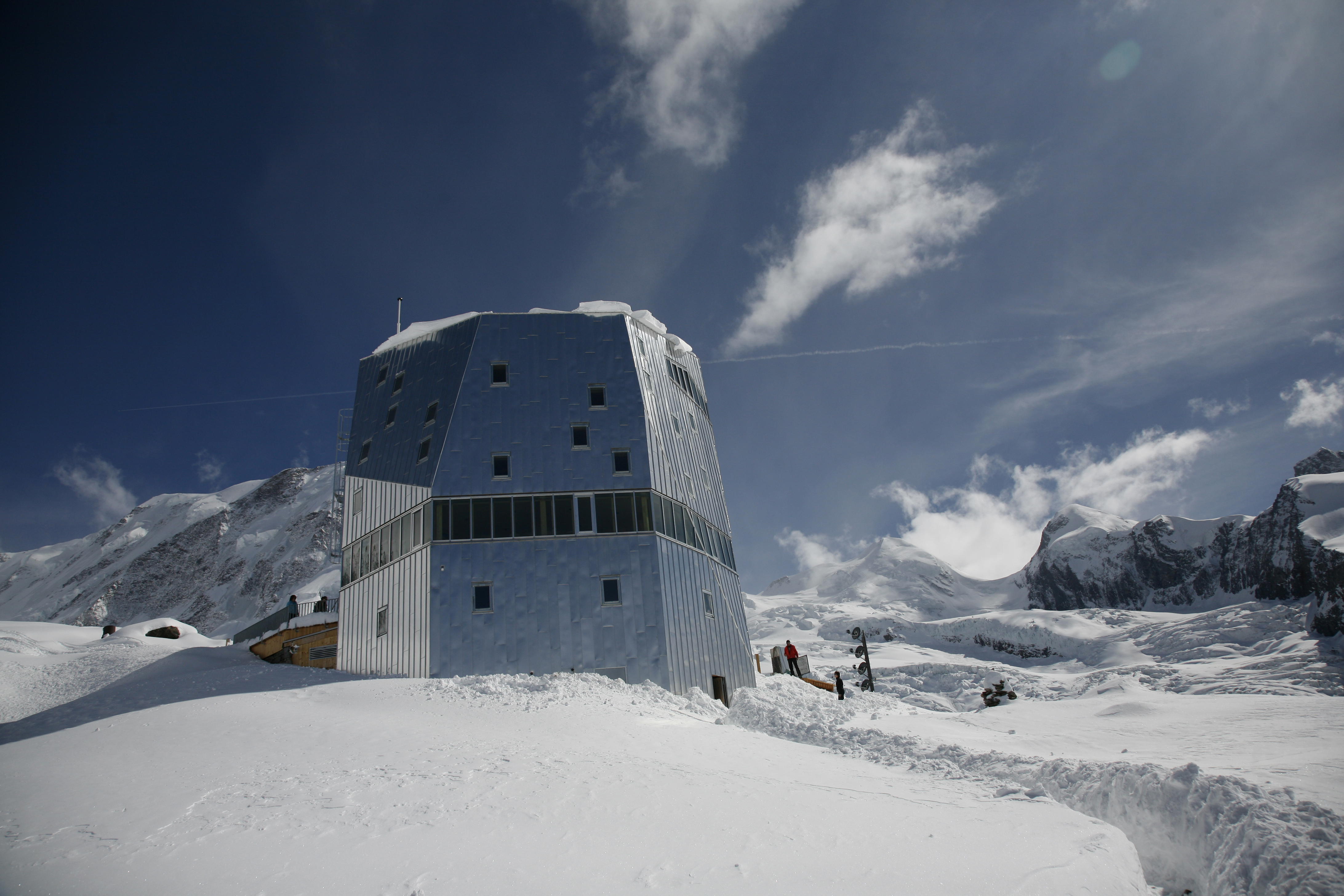
Niedrigenergie-Technologie im Hochgebirge (Neue Monte-Rosa-Hütte)

Aufgrund der oft abgelegenen Lage der Schutzhütten, die zum Teil keine Straßenanbindung haben, ist die Versorgung mit Lebensmitteln und die Entsorgung der Abfälle aufwändig. Hütten, die nicht an eine Materialseilbahn angebunden sind, müssen mit dem Hubschrauber oder per Maulesel, Maultier oder Haflinger versorgt werden. Steigende Komfortbedürfnisse der Gäste und ein gestiegenes Umweltbewusstsein machen den Betrieb von Schutzhütten kostspieliger, so wurden in letzter Zeit u. a. Solar- und kleine Windkraftanlagen, sogenannte Windgeneratoren, oder Kläranlagen installiert. Um das Engagement im Bereich Umweltschutz weiter zu fördern, wird seit 1997 das Umweltgütesiegel für Alpenvereinshütten verliehen.
Steigende Anforderungen durch behördliche Auflagen (insbesondere Abwasserentsorgung) und Wasserknappheit bereiteten dem Österreichischen Alpenverein 2015 Sorgen beim Betrieb seiner damals 235 betreuten Schutzhütten.

## Besondere Formen

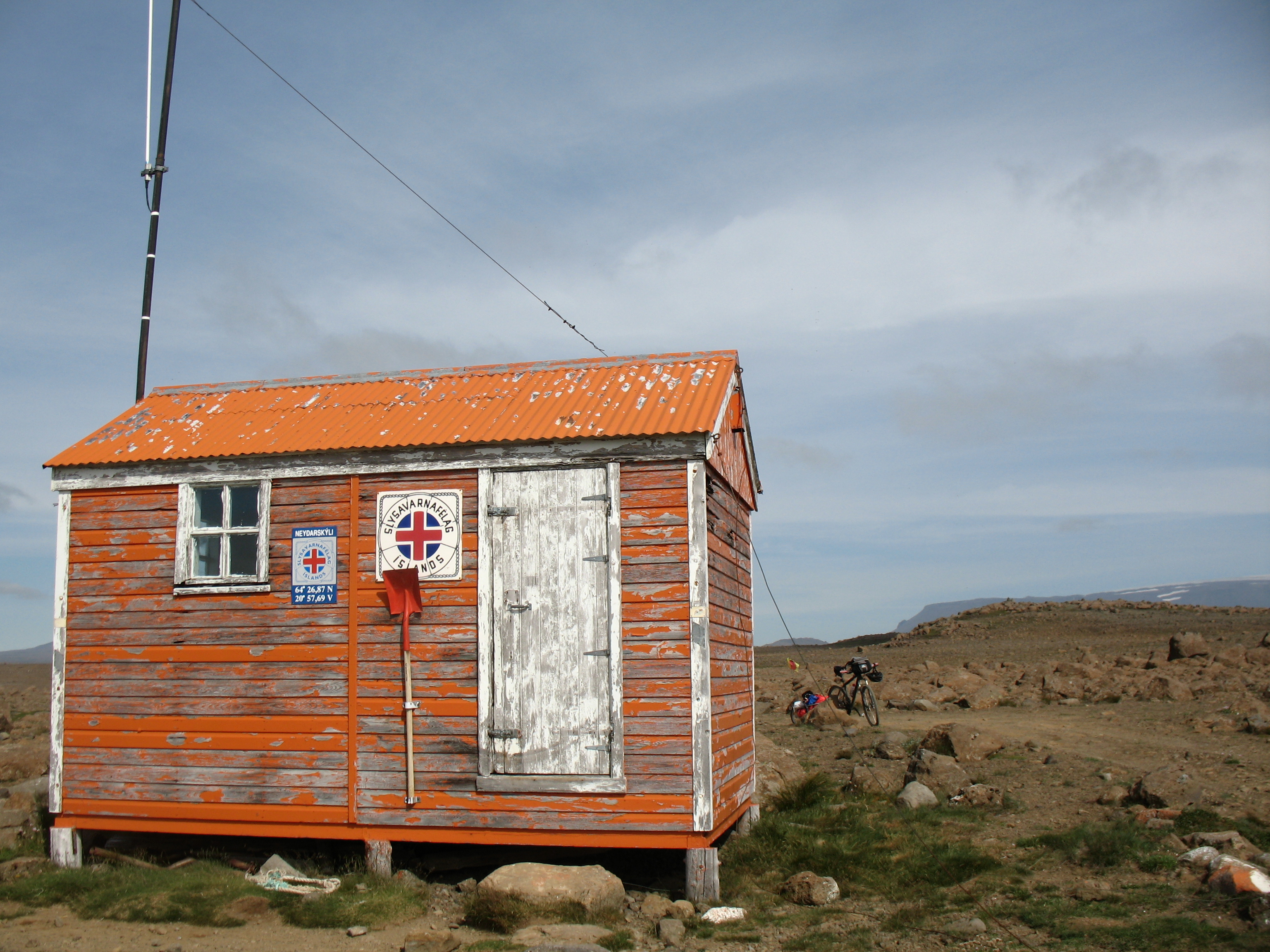
Schutzhütte in Island

- Die Alpinen Vereine unterhalten 1300 Alpenvereinshütten, die teilweise bewirtschaftet, teilweise für Mitglieder mit Universalschlüssel zugänglich sind.
- Kleine Schutzhütten in hohen Lagen bzw. in der Nähe hoher Gipfel (meist in Fertigbauweise errichtet) werden Biwakschachtel genannt.
- Selbstversorgerhütten sind Hütten, die nicht bewirtschaftet sind.
- In Schottland und Wales sind einfache Selbstversorgerhütten verbreitet, die als Bothy bezeichnet werden.

## Rechtliches

### Österreich
Geregelt ist der Begriff der Schutzhütte im § 111 Abs 2 Z. 2 Gewerbeordnung als „ein einfach ausgestatteter Betrieb, der in einer für den öffentlichen Verkehr nicht oder nur schlecht erschlossenen Gegend gelegen und auf die Bedürfnisse der Bergsteiger und Bergwanderer abgestellt ist“. Die Beherbergung von Gästen, die Verabreichung von Speisen jeder Art und der Verkauf von warmen und angerichteten kalten Speisen, der Ausschank von Getränken und der Verkauf dieser Getränke in unverschlossenen Gefäßen im Rahmen dieses Betriebes bedarf keines Befähigungsnachweises für das Gastgewerbe, der Hüttenwirt muss also kein ausgebildeter Gastwirt sein. Hütten der Kategorie III oder Alpengasthöfe fallen meist aber schon unter die Konzessionspflicht.

## Architektur und Denkmalschutz
Der Landeskonservator von Tirol, Walter Hauser, startete 2009 eine Kampagne, Michaela Frick vom Tiroler Denkmalamt untersuchte alle 300 Schutzhütten. 2016 stehen nun 8 Schutzhütten hier unter Denkmalschutz. Bayern und Südtirol folgen dem Beispiel.
Die Berliner Hütte in den Zillertaler Alpen wurde als erste Alpenvereinshütte unter Denkmalschutz gestellt. Ein erster Bau aus dem Jahr 1879, der wiederholt durch die Sektion Berlin des DAV erweitert wurde. Das „Grandhotel in den Alpen“ weist einen fast 5 m hohen Speisesaal auf. Den kunstvollen Damensaal finanzierten die Damen der Sektion durch Volkstanzauftritte bei Alpenbällen in Berlin.
Die Neue Prager Hütte im Nationalpark Hohe Tauern in Osttirol, von Johann Stüdl 1904 erbaut, wurde 2013 unter Denkmalschutz gestellt und bis zu den Thonet-Stühlen restauriert, obwohl seitens des Eigners dem DAV auch ein Abriss diskutiert wurde.
Das Becherhaus aus 1894 samt denkmalgeschützter Kapelle für Kaiserin Elisabeth auf 3195 m s.l.m. ist das höchstgelegene Schutzhaus Südtirols.

### Neuere Architektur
Das Land Südtirol schrieb 2011 einen Wettbewerb für 3 Neubauten als modernen Ersatz für Baufälliges aus. Äußerlich zeigen sich schräge Wände und Dächer mit Photovoltaik und Gewinnung von Sonnenwärme und Regenwasser. Schon eröffnet wurde die Edelrauthütte von MoDus Architects. 2016/2017 wurde die vom Team stifter + bachmann leicht konisch entworfene Schwarzensteinhütte über dem Südtiroler Ahrntal erbaut.
Architekt Stephan Hoinkes aus Innsbruck hat den Wettbewerb für die Seethalerhütte am Dachstein gewonnen, auch dieser schwarze Entwurf verjüngt sich nach oben. Am Institut für Gestaltung der Universität Innsbruck beschäftigt sich Andreas Flora mit nachhaltiger Bauweise, ein durch Auseinanderschieben bei Bedarf vergrösserbares Haus wurde konzipiert, ein anderes mit in Bienenwabenform angeordneten Schlafkammern.